# Serra de Banyadors
La Serra de Banyadors és una serra situada al municipi d'Albanyà a la comarca de l'Alt Empordà, amb una elevació màxima de 1.133 metres.